# Shiseido
Shiseido Company, Limited (株式会社資生堂, Kabushiki-gaisha Shiseidō) é um empresa japonesa de cosméticos. Uma das mais antigas empresas de cosméticos do mundo, foi fundada em 1872, comemorando seu aniversário de 140 anos em 2012. A maior empresa de cosméticos do Japão e quarta maior do mundo.

## História
Arinobu Fukuhara, ex-chefe farmacêutico da Marinha Imperial Japonesa, estabeleceu a "Farmácia Shiseido" em 1872. Depois de uma visita aos Estados Unidos e a Europa, Arinobu adicionou uma dispensadora de refrigerante em sua loja. Isto mais tarde se transformou na Shiseido Parlour do ramo de restaurantes e, eventualmente, levou à introdução do sorvete no Japão. O nome "Shiseido" pode ser traduzido como "elogio das virtudes da terra que alimenta a nova vida e traz valores significativos".
A Shiseido foi a primeiro a desenvolver a loção hidratante, um líquido suave, sua loção hidratante mais antiga é chamada "Eudermine" ainda é comercializada em todos os balcões da Shiseido. A loção foi desenvolvida em resposta ao envenenamento por chumbo das mulheres japonesas que usavam maquiagem a base de chumbo. Em 1915, o filho de Arinobu, Shinzo Fukuhara, tornou-se o primeiro presidente de Shiseido. Antes de ingressar na empresa, Shinzo estudou arte na Europa e foi profundamente influenciado pela beleza sofisticada "Art Nouveau". Como fotógrafo e artista, Shinzo criou o logotipo símbolo original da marca, a flor de Camélia, que permanece o mesmo até hoje (com pequenos ajustes feitos ao longo dos anos). O símbolo remetia a Shinzo sua aspiração de criar cosméticos de classe mundial a partir de Ginza, Tóquio. Em 1917, a Shiseido introduziu o "Pó facial Arco-íris". A ideia de um pó facial com sete tons foi uma novidade num período em que o rosto branco de pó era a norma no Japão.